# Bezirk Alytus
Der Bezirk Alytus (deutsch Bezirk Alitten) ist einer der zehn Verwaltungsbezirke, die die oberste Stufe der litauischen Gebietskörperschaften bilden. 
Er gehört zur historischen Region Dzūkija. Der Bezirk ist dicht bewaldet und zählt zu den am dünnsten besiedelten Regionen des Landes. In dieser Region befindet sich der Nationalpark Dzūkija.

## Verwaltungsgliederung
Der Bezirk Alytus ist in fünf Selbstverwaltungsgemeinden (litauisch savivaldybės) unterteilt.

### Stadtgemeinde
- Alytus (69.147)

### Rajongemeinden
- Alytus  (31.777)
- Lazdijai (25.650)
- Varėna (29.465)

### Sonstige Gemeinde
- Druskininkai (24.755)

Alle Einwohnerzahlen geben den Stand vom 1. Januar 2006 wieder.